# Langgletscher
Il Langgletscher (ghiacciaio del Lang) è un ghiacciaio svizzero.
Si trova nella Lötschental valle laterale del Canton Vallese, a sud delle Alpi bernesi.
Il ghiacciaio è diviso in due braccia. Il più grande dei due porta il nome di Anengletscher  ed è situato sul fianco sud del Mittaghorn, a 3.890 m d'altezza e scende in direzione sud per una larghezza maggiore di un chilometro ed in forte pendenza.
Il secondo braccio inizia nei pressi del Loetschenluecke, un colle glaciale a 3.173 m di altezza e scende lungo la parete nord del Schinhorn in direzione di nord-ovest.
Nella sua parte inferiore il ghiacciaio del Lang misura solamente 500 m di larghezza e si ferma a circa 2.500 m di altezza dove dà inizio al fiume Lonza il quale percorre la Lötschental e confluisce nel Rodano.
Il rifugio alpino Hollandiahütte fondato dal Club Alpino Svizzero si trova a 3.240 m d'altezza sullo sperone roccioso d'Anengrat che separa il ghiacciaio del Lang dal ghiacciaio dell'Aletsch ad est.